# Medal Służby w Rodezji Południowej
Medal Służby w Rodezji Południowej (ang. Southern Rhodesia War Service Medal) – ustanowiony w roku 1946; jeden z brytyjskich medali za udział w II wojnie światowej.

## Zasady nadawania
Medal był przyznawany tylko personelowi, który służył w Rodezji Południowej podczas II wojny światowej, ale nie spełniał warunków uprawniających do otrzymania innego medalu ani gwiazdy za kampanie brytyjskie.

## Opis medalu
Okrągły medal o średnicy 36 mm ze stopu miedzi i niklu.
Awers: lewy profil króla Jerzego VI w koronie, z inskrypcją GEORGIVS VI D : G : BR : OMN : REX ET INDIAE IMP :
Rewers: godło narodowe Rodezji z inskrypcją na obwodzie FOR SERVICE IN SOUTHERN RHODESIA i datami 1939-1945 pod spodem.
Wstążka: środkowy pas ciemnozielony z czarnymi i czerwonymi pasami na brzegach.
- Medal ten uważany jest za jeden z najrzadszych medali II wojny światowej[1]. Przyznano jedynie 1700 medali członkom rodezyjskich sił zbrojnych, którzy służyli w Rodezji Południowej.